# Kemptener Reisemängeltabelle
Die Kemptener Reisemängeltabelle dient im Reiserecht zur finanziellen Bewertung von Reisemängeln auf Basis von veröffentlichten Gerichtsurteilen. 
Sie wurde als Ersatz der veralteten  Frankfurter Tabelle geschaffen, in der Prozentsätze des Gesamtreisepreises als Reisepreisminderungen für bestimmte, regelmäßig auftretende Reisemängel vorgeschlagen wurden. 
Da es im Bereich des finanziellen Ausgleichs für Reisemängel keine gesetzlichen Vorschriften gibt, sind solche Tabellen unverbindlich. Die Kemptener Reisemängeltabelle fußt auf gesprochenem Recht, was in Deutschland aufgrund des fehlenden Präzedenzrechts zwar nicht zu Verbindlichkeit führt, jedoch von Gerichten inzwischen als verbindlicher als die veraltete Frankfurter Tabelle betrachtet wird.
Für den schnellen Überblick werden in der Kemptener Reisemängeltabelle zeitlich chronologisch Reisemängel und hinzunehmende Unannehmlichkeiten bei Pauschalreisen dargestellt. Die Tabelle erfasst die wichtigsten veröffentlichten Entscheidungen zum Reisemängelbereich. Soweit der Minderungsbetrag bekannt ist, wird der zuerkannte Betrag genannt, welcher sich grundsätzlich auf den Gesamtreisepreis bezieht. Besonderheiten des Falles sind unter Bemerkungen aufgenommen. Die Urteile sind Einzelfallentscheidungen und können grundsätzlich nicht verallgemeinert werden. Gleichwohl kann aus den zuerkannten Minderungsquoten die Tendenz der Gerichte zur Bewertung entnommen werden. Am Ende jedes Mängelbereiches bringt eine kurze Zusammenfassung das Wesentliche auf den Punkt.
Die Kemptener Reisemängeltabelle wurde von Prof. Dr. Ernst Führich initiiert und wird regelmäßig von ihm aktualisiert.